# 彼得·马尔凯维奇
彼得·马尔凯维奇（波蘭語：Piotr Markiewicz，1973年9月23日—），波兰男子皮划艇运动员。他曾代表波兰参加1996年夏季奥林匹克运动会皮划艇比赛，获得男子单人皮艇500米铜牌。